# Палицин Іван Осипович
Іван Осипович Па́лицин (справжнє прізвище — Паліце; чеськ. Jan Palice; нар. 17 листопада 1865, Вліневес — пом. 3 червня 1931, Свердловськ) — російський і український диригент чеського походження, педагог; заслужений артист РРФСР з 1925 року, Герой Праці з 1925 року.

## Біографія
Народився 17 листопада 1865 року в селі Вліневес (тепер округ Мельник, Чехія). Закінчив Київське музичне училище (клас скрипки Отакара Шевчика). У 1890 році був одним із засновників Саратовського оперного театру. З 1901 року у Києві. Вів оперний клас у Київському музичному училищі. У 1901—1906 роках — головний диригент новозбудованого Київського оперного театру, де 1903 року поставив оперу «Різдвяна ніч» Миколи Лисенка. З 1906 року — диригент Оперного театру Зиміна в Москві. Працював також диригентом в Санкт-Петербурзі, Одесі, Казані, Тифлісі. У 1917—1923 роках — оперний і симфонічний диригент у Києві. Одночасно викладав у Київській консерваторії. У 1923—1924 роках — головний диригент Харківського оперного театру. З 1924 року — у Свердловському театрі опери та балету.
Помер в Свердловську 3 червня 1931 року. Похований в Єкатеринбурзі на Широкореченському цвинтарі.